# Club Atlético Unión (baloncesto)
El Club Atlético Unión es una sección deportiva de baloncesto del club del mismo nombre, que participa en la Liga Nacional de Básquet, la máxima categoría del baloncesto argentino.

## Historia
Era mitad de la década de 1920 gobernaba el football en la ciudad y el basketball era muy poco practicado y su reglamento era casi desconocido, pero había un grupo de jóvenes que se reunían en las playas de maniobras del Ferrocarril Santa Fe y lo jugaban. A falta de aros y tableros improvisaban poniendo a una distancia alta dos saltómetros y para convertir un doble era necesario que la pelota pegara en la punta superior del mismo, en ese grupo de jóvenes muchachos se encontraban Ángel Bonomo, Antonio López Mejía, Sabino Fernández y Julio Fernández entre otros varios. Con el tiempo el deporte se fue popularizando y fue entonces cuando el grupo de jóvenes solicitó al Club de Regatas el anexar el deporte al club, como sede se utilizó la Isla del Silgadero que quedaba enfrente del club. Y así fue como surgió en 1927 la "Tribu Mocoretá" del Club de Regatas que contaba con José Bascolo, Aníbal O. Supisiche, Rodolfo Cristina, José M. Occhi, Julio Fernández, Antonio López Mejía, Alfredo Estrada Bello, Víctor Wilkinson, Aníbal C. Filiberti, N. Cimarra, E. Navarro, Hugo J. Molina y Lucio Delgado
El día de la inauguración del estadio de fútbol el 28 de abril de 1929 se hizo una exhibición de baloncesto en las inmediaciones del club atrás de la tribuna y se jugó un partido en la cancha de básquet entre Universitario de Rosario y el Club Regatas ganando el equipo rosarino. En julio del mismo año el club prestaría su recién inaugurado estadio para que dos equipos de la "Tribu Mocoretá" hagan una demostración para popularizar más el deporte y llamar la atención de la gente para que lo empiece a practicar, así fue como el 14 de noviembre de 1929 se hizo la primera práctica de básquet y más tarde se formó el primer equipo de baloncesto del club integrado por jugadores (con la particularidad de que también formaban parte del equipo de fútbol) e hinchas socios del club, los primeros jugadores fueron: Victoriano Gómez, Domingo Beltramini, A. Ayala, Arturo Gómez, Rogelio González, Agustín Acosta, Nicasio Monzón, Antonio Simonsini, Ángel Scanarotti, Luis Maraghi, Salvador Baragiola, Luis Garabhi, R. D. Simonsini, Ángel Colombo, Jeremías Yaconissi, A. Panicali, Gaudencio Gracioli, Eduardo Pocovi, J. Salgado, Julio Colombo, Federico Bourquin y M. Vidal. El 29 de noviembre de 1929 se crearía la Federación Santafesina de Basketball siendo el club uno de sus fundadores y jugándose el primer campeonato de baloncesto de la ciudad, el torneo preparación con la participación del club junto con Brown, Regatas y Gimnasia y Esgrima, también socios fundadores de la Federación.
Para 1932 el baloncesto estaría en su auge de popularidad en la ciudad haciendo que varios clubes se interesen y funden una nueva Asociación Santafesina de Basketball que luego se fusionaría con la Federación creando una nueva entidad la cual prohibió la inclusión de jugadores de fútbol profesional en los equipos haciendo que Unión se retire de la entidad y deje el básquet por un tiempo hasta 1934 que la subcomisión de básquet se reorganizaría con Ascencio Arancibia, Amelio Narvaja y Luis Palazzuoli quienes solicitarían la afiliación a la Asociación Santafesina de Básquetbol para disputar su campeonato. El camino no sería fácil, ya que tendría que competir contra Gimnasia y Esgrima y Club Regatas quienes eran los más fuertes de la Asociación, después de años de lucha Unión lograría ser juntos con ellos uno de lo más fuertes y temerosos equipos aunque para salir campeón de la Asociación tendría que esperar varios años.
En marzo de 1939 tras unos roces con la Asociación en una asamblea se produjo el retiro del club de la misma, afiliándose más tarde a la Federación Rosarina de Basketball disputando así su campeonato teniendo una destacada actuación pues estuvo cerca de campeonar, más tarde Unión junto a otros clubes fundaría la Liga Regional Santafesina de Basketball de la cual saldría campeón en 1942 consiguiendo así clasificarse al Campeonato Argentino de Clubes, torneo antecesor a la actual Liga Nacional de Básquet. Unión consolida su poderío adjudicándose el campeonato argentino de 1943 en cancha de Atlanta tras vencer en fase de grupos a Juventud de Catamarca, Calvú de Azul, Independiente de La Rioja, Inti de Santiago del Estero pasando así a la final contra San Lorenzo de Almagro al cual vencería por 40 a 39. Los grandes jugadores del equipo durante ese gran periodo fueron Juan Carlos Benaglio, Lorenzo D'Alessandro, Waldemar Castaño, Nicasio Segovia, Julio Gutiérrez, Guillermo Botto, Néstor Marchessi, Gustavo Wagner, Carlos Segovia, Carlos Leguizamón, Aldo Bettanín, Juan Pedro Ballardini, Roberto Bachic, Conrado Carrara, J. Figueroa, Erasmo Gastaldo, Rubén Buffi, Guillermo White, José Vicentini y Leguiza, junto con el entrenador Luis Pedro Bignotti.
Con el paso del tiempo la Liga Regional Santafesina de Basketball sería absorbida por la Asociación Santafesina de Basketball. Durante un tiempo por problemas el club no estaría afiliado a ninguna entidad de básquet por lo que solo disputaba torneos abiertos, pero afines de la década el club volvería a solicitar su afiliación a la Asociación y una vez más a Unión le tocaría volver a empezar desde el principio en su lucha por tratar de ser un equipo respetado, nuevamente el camino fue duro, ya que esta vez eran más la cantidad de equipos que disputaban los torneos de la Asociación.
El 7 de octubre de 1953 saldría de Ezeiza un vuelo el cual llevaría a la delegación del equipo unionista hacia tierras brasileras para emprender una gira la cual duraría hasta el 30 de octubre, en dicha gira Unión disputaría 12 partidos ganando 11 y perdiendo solo 1, se habían pactado más partido y viajes por distintos lugares que no se llegaron a hacer por problemas de calendario y cansancio de los jugadores. En el mismo año un combinado de la provincia jugaría el Campeonato Sudamericano de Clubes Campeones del cual saldría campeón.
Durante la década de 1950 el otro club de la ciudad, rival clásico en el fútbol se incursionaría en lo que sería la práctica del deporte del básquetbol y se afiliaría a la Asociación, empezaría en ese entonces a ver roces como los había en el fútbol por ver quien era mejor en cada partido. El equipo tatengue sacaría pecho y tal como lo hacía en otras disciplinas mostraría su paternidad sobre su clásico adversario, lo enfrentaría por primera vez el 15 de enero de 1954 por el campeonato oficial de la temporada 1953 de la Asociación y lo terminaría venciendo por 62 a 56.
El año 1956 significo mucho para el equipo, ya que fue el año en el cual cortaría su larga sequía sin salir campeón en la Asociación con un brillante equipo conformado por Juan Alberto "Parco" Barea, Orlando Amadeo "Pocho" Peralta, Francisco "Pancho" Osuna, Raúl "Polo" Muzzio, Jorge "Negro" Medina y Orlando "Flaco" Ruatta, en 1957 el equipo volvería a repetir el logro volviendo a campeonar siendo así bicampeón, además se produjeron dos hechos significativos: el 2 de septiembre, Unión recibió al conjunto estadounidense de Denver Chicago, mientras que el 27 de ese mismo mes, los míticos Harlem Globetrotters se presentaron en el estadio del club. Gracias al bicampeonato el equipo logra clasificarse nuevamente al campeonato argentino de 1958 en el cual se disputaría en un estadio Luna Park repleto, el equipo demostró dominancia sobre sus rivales, pero tras una sorprendente caída ante el Inti de Santiago del Estero se tendría que disputar un desempate contra San Lorenzo de Almagro mismo rival de aquella final de 1943, todo parecía apuntar a que iba a ser un festejo rojiblanco, pero Juan Ruggia jugador rival tuvo una noche espectacular en la cual anotaría 50 puntos haciendo que gane su equipo por 84 a 74.
Durante la década de 1960 el club volvería a tener problemas con el baloncesto y en 1967 el club comunicaría que dejaría la práctica del deporte, pero Orlando Amadeo Peralta (exjugador del equipo) discutiría con la dirigencia solicitando que le dejen a cargo la disciplina y el equipo para entrenar, Peralta como entrenador no tardaría en mostrar su experiencia cambiando el estilo de juego del equipo pasando a marca individual y presión, dejando de lado la tradicional defensa de zona, saliendo campeón nuevamente de la Asociación y clasificando al campeonato argentino de 1969 donde volvería a salir campeón tras vencer en la final en la ciudad de Villa Ángela a Tomás de Rocamora. El plantel era conformado por Ricardo Giunta, Rubén González, Carlos Alberto Verga, Carlos Brignone, Héctor Von der Thussen, Mario Torregiani, Luis Buttarazi, Benito Niklison, Luis de Martín, Salvador Di Mari, Pablo Deckeva, Julio Portillo y Julio More.
A principios de la década del 1970 el equipo arrasaría con las competencias de la Asociación, pero tras una discusión entre dirigente y algunos jugadores, estos abandonarían el equipo para irse al clásico rival dejando al equipo conformado por casi su totalidad de jóvenes, convirtiéndose así la década del '70 una década casi para el olvido, fueron muy pocos los buenos momentos del equipo, recién a fines de la década empezaría tener un mejor rumbo.
En 1984, con la creación de la Liga Nacional de Básquet y la reestructuración de los campeonatos, Unión disputa de Torneo de Clasificación Primera Nacional "A", alzándose con el título de campeón y logrando el ascenso a la máxima categoría con un gran equipo en el que brillaban los norteamericanos John Hegwood y Lee Mc Neil, más jugadores propios como Carlos Delfino, Daniel Guglielmone y Gustavo Casermeiro. Se iniciaba otra etapa de gloria para el básquet rojiblanco. Howard Lee McNeil, Antonio Ferrari, Luis Loro, Carlos Delfino, John Hegwood, Héctor Degrave, Daniel Guglielmone, Fernando Pretti, Gustavo Casermeiro, Alejandro González, Miguel Rosano, Oscar Acosta, DT: Justo Reynoso. El Tate participó entonces como club fundador en la LNB en sus primeras tres temporadas, destacándose en las primeras dos.
1986 es recordado en la historia del club y de la ciudad de Santa Fe, como el año de la revolución basquetbolística. Tal como ocurriera con el fútbol en 1975, Unión fue la sensación del campeonato. Para competir en la Liga Nacional A, el tate armó un plantel de enorme jerarquía, con jugadores consagrados, produciendo un suceso sin precedentes en la región. Ese año, Unión le aportó a la Selección argentina que jugó el Campeonato Mundial de Baloncesto de 1986, a los jugadores Carlos Romano, Gabriel Milovich y Esteban Camisassa, junto al director técnico, el puertorriqueño Flor Meléndez. El resultado deportivo final no fue el esperado, pero las grandes noches en el Estadio de la Universidad Tecnológica quedaron como un recuerdo imborrable para todo el pueblo santafesino. Para el año 1987, el equipo contó con jugadores de la talla de Sebastián Uranga, Hernán Montenegro y Mario Elie, quien años después brillaría en la NBA, sin embargo los problemas económicos y dirigenciales culminaron en el descenso a la Liga B.
En los siguientes años, el básquet de Unión perdió protagonismo y bajó su nivel, destacándose solo algunas esporádicas participaciones en la Liga "B", en ese momento ya siendo el tercer escalón nacional, donde se destacó la presencia de Carlos Delfino. Luego del descenso en el año 2008 y con cambios dirigenciales, se inició un proyecto a largo plazo, teniendo como meta recuperar la plaza perdida a nivel nacional. Con mucho esfuerzo y arduo trabajo, el club logró participar en el Torneo Federal de Básquetbol, actual tercera categoría de nivel nacional.
Sorpresivamente, Unión se consagró campeón del Torneo Federal en el año 2013, derrotando a Barrio Parque, en una final de tintes épicos y momentos dramáticos. Estando 2-1 abajo en la serie, en el cuarto juego disputado en Santa Fe, Unión perdía 70-69 a falta de 2 segundos para que termine el partido. La historia parecía sentenciada, pero entonces apareció Román "Memo" Rodríguez, quien clavó un triplazo desde 15 metros sobre la chicharra para decretar la victoria del equipo dirigido por Juan Siemienczuk.
Ya en el quinto encuentro, en Córdoba, el Tate impuso sus condiciones y se quedó con la victoria por 81 a 77, logrando así el ascenso al Torneo Nacional de Ascenso..
Desde la Temporada 2013/14, el club participó ininterrumpidamente en la segunda categoría del baloncesto a nivel nacional durante ocho años. Para la Temporada 2021, Unión realizó una espectacular campaña donde se adjudicó el primer puesto en la Fase Regular, luego se quedó con la Conferencia Norte y lo coronó saliendo campeón en el Estadio Hector Etchart para sellar su regreso a la Liga Nacional después de 34 años de espera.

## Estadio
La primera cancha del club se encontraba al aire libre al lado de las canchas de tenis, atrás de la tribuna este (actual sector donde se ubica la barra de La Bomba).
La segunda cancha de básquet del club fue inaugurada el 1 de noviembre de 1954. Se encontraba ubicada también al aire libre, en lo que actualmente es el playón de estacionamiento del club y tenía una capacidad para 4000 espectadores.
En la década de 1980, con motivo de su exitosa participación en la LNB, Unión erigió su localía el Estadio de la Universidad Tecnológica Nacional. Más tarde lo hizo en el Club de Regatas Santa Fe, Atlético Rafaela y Libertad de Sunchales.
Finalmente, el 20 de mayo de 1998 es inaugurado el Estadio Ángel P. Malvicino, donado íntegramente por el empresario y expresidente de la institución del mismo nombre. El mismo es uno de los más grandes, modernos e imponentes del país, escenario definitivo para los partidos que todos los equipos de baloncesto del club.

## Jugadores históricos
Por las filas tatengues pasaron jugadores que tuvieron trascendencia no solo a nivel nacional, sino también en el plano internacional. Se pueden citar los casos, entre otros, de Sebastián Uranga (quien además de jugador, también fue entrenador de Unión y actualmente integra la Confederación Argentina de Básquetbol), Alejandro Reinick (cuatro veces campeón de la LNB, reconocido hincha de Unión e integrante del plantel tatengue en el TNA en las temporadas 2013/14, 2014/15 y 2015/16), Hernán Montenegro (uno de los mejores pívots del básquet hispanoamericano) y Mario Elie (quien luego de su paso por el club en 1987, se consagró tres veces campeón de la NBA).
Pero sin lugar a dudas, el máximo referente del básquet tatengue es Carlos Delfino. El Lancha, hincha fanático de Unión, disputó la Liga "B" con la camiseta rojiblanca en la temporada 1999-2000, antes de dar el salto a Europa y la NBA. Con la Selección argentina consiguió la medalla de oro en los Juegos Olímpicos de Atenas 2004 y la medalla de bronce en los Juegos Olímpicos de Pekín 2008, ganándose así un merecido lugar en la llamada Generación Dorada.

## Participaciones a Nivel Nacional
- Temporadas en Liga Nacional de Básquet: 7 (1985, 1986, 1987, 2021/22, 2022/23, 2023/24, 2024/25)
- Temporadas en Campeonato Argentino de Clubes: 3 (1943, 1958, 1969)
- Temporadas en Segunda División: 10 (1984, 1988, 2013/14, 2014/15, 2015/16, 2016/17, 2017/18, 2018/19, 2019/20, 2021)
- Temporadas en Tercera División: 10 (1998/99, 1999/00, 2000/01, 2004/05, 2005/06, 2006/07, 2007/08, 2010/11, 2011/12, 2012/13)
- Temporadas en Cuarta División: 4 (1997/98, 2003/04, 2008/09, 2009/10)

## Palmarés
| Competición                                             | Títulos           | Subcampeonatos    |
| ------------------------------------------------------- | ----------------- | ----------------- |
| Campeonato Argentino de Clubes (2/1)                    | 1943, 1969        | 1958              |
| La Liga Argentina (1/0)                                 | 2021              |                   |
| Torneo Clasificatorio a Liga Nacional (1/0)             | 1984              |                   |
| Torneo Federal de Básquetbol (1/0)                      | 2012/13           |                   |
| Torneo de Liga C (1/0)                                  | 1997/98           |                   |
| Asociación Santafesina de Básquetbol (18/0)             | 18 campeonatos    | Se desconoce.     |
| Campeonato Preparación (0/0)                            |                   | Se desconoce.     |
| Torneo Tribu Mocoretá (0/0)                             |                   | Se desconoce.     |
| Liga Regional Santafesina Disidente de Básquetbol (3/0) | 1942, 1943, 1944. |                   |
| Federación Rosarina de Basketball (0/3)                 |                   | 1939, 1940, 1941. |